# WPP
WPP Group est une entreprise multinationale britannique qui regroupe des agences de publicité et de communication. C'est le plus important réseau d'agences de publicité et de communication mondial qui emploie environ 115 000 personnes dans 3 000 bureaux à travers 112 pays.

## Histoire
En 1971, en Angleterre, est créée l'entreprise Wire & Plastic Products, un fabricant de paniers en fil de fer et en plastique. En 1985, Martin Sorrell rachète 30 % de Wires & Plastic Products. Après de nombreuses acquisitions, Sorrell renomme celles-ci WPP Group, et en 1987, il en devient le président.
En 1987, WPP acquiert l'agence J. Walter Thompson. WPP est inscrit au NASDAQ à partir de 1988. En 1989, le groupe acquiert Ogilvy pour 864 millions de livres sterling et, en 1998, forme une alliance avec Asatsu-DK.
En 2000, WPP rachète l'agence Young & Rubicam pour 5,7 milliards de dollars. Elle devient dans la décennie, la plus importante agence de communication par chiffre d'affaires, en dépassant Omnicom. En 2007, la branche WPP Digital est créée. Le 10 octobre 2008, après de nombreux rebondissements, WPP réussit le rachat de TNS Sofres pour 1,6 milliard de livres.
Peu après, WPP installe son siège dans l'île de Jersey (considéré comme un paradis fiscal par l'OCDE). Cette délocalisation, grâce à une fiscalité avantageuse, permet à WPP de réaliser une économie de plus de 200 millions de livres par an. Au cours de son exercice 2010, le groupe n'a payé que 1,6 % d'impôts sur les sociétés. La nouvelle maison mère WPP Plc., enregistrée à Jersey, est cotée à la bourse de Londres sous l'appellation « New WPP », actions qui remplacent les précédentes « WPP Group »
Le 24 février 2009, dans le cadre de la rationalisation des activités du groupe Kantar, WPP annonce le rapprochement de TNS Sofres et Research International. Cette réorganisation a pour but de créer le numéro un mondial des études « ad'hoc »  ; elle a deux conséquences : un plan social très important chez TNS Sofres et le départ immédiat du directeur général, Yannick Carriou, vers Ipsos. En 2009, au total, WPP se sépare de 14 000 employés, soit 12,3 % de sa masse salariale.
En juin 2012, WPP rachète l'agence de publicité AKQA pour 540 millions de dollars puis investi l'année suivante dans l'entreprise événementielle SFX Entertainment.
En juillet 2015, WPP en partenariat avec Providence Equity acquiert Chime Communications pour 374 millions de livres. WPP détenait déjà 20 % de Chime.
Martin Sorrell quitte la tête du groupe en avril 2018, sous le coup de soupçons d'abus de biens sociaux, ce que Martin Sorrell nie. Mark Read lui succède, nommé à la tête de WPP le 3 septembre 2018.
En juillet 2019, WPP annonce la vente d'une participation de 60 % dans Kantar, au fonds d'investissement Bain Capital, pour 3,1 milliards de dollars.

## Principaux actionnaires
Au 10 octobre 2021 :
| Harris Associates (en)               | 6,08% |
| Miller Value Partners                | 3,71% |
| Schroder Investment Management       | 2,85% |
| The Vanguard Group                   | 2,56% |
| Banque centrale de Norvège           | 2,53% |
| Jupiter Asset Management (en)        | 1,86% |
| Fidelity Management & Research       | 1,78% |
| BlackRock Investment Management (UK) | 1,50% |
| Amundi Ireland                       | 1,40% |
| J.O. Hambro Capital Management       | 1,19% |

## Composantes
- En publicité, WPP possède les agences Grey Global Group, Ogilvy & Mather, Young & Rubicam, Wunderman Thompson, FITCH, Brand Union.

- En relations publiques, le portefeuille de sociétés détenues inclut Hill+Knowlton Strategies, Ogilvy Public Relations Worldwide, Burson-Marsteller et Cohn & Wolfe.

- En achat média, le groupe WPP est représenté par GroupM qui réunit EssenceMediacom, Keyade, KR Wavemaker, Neo-Mindshare.

- En communication hors-média et événementielle, elle est représentée par Pro Deo (en France).

- En conseil et études : Kantar Group, TNS Sofres, Research International, comprise BMRB, Diagnostic Research/Added Value, IMRB (Indian Market Research Bureau), Millward Brown et PeclersParis (tendance, style et innovation) permettent à leurs clients de mieux comprendre et analyser leur clientèle.